# Piège en plein ciel
Pour plus de détails, voir Fiche technique et Distribution.
Piège en plein ciel (Medusa's Child) est un téléfilm catastrophe américain en deux parties réalisé par Larry Shaw en 1997. En France, il est diffusé à la télévision sous le titre Projet Medusa.

## Synopsis
Dans un état désespéré, Rogers Henry demande à son ex-épouse Vivian, qui doit se rendre en avion à Washington, d'exaucer son dernier vœu et acheminer son invention secrète jusqu'au Pentagone. D'abord hésitante, elle finit par accepter. Ce qu'elle ignore en embarquant, c'est qu'une bombe est cachée dans l'appareil.

## Fiche technique
- Titre original : Medusa's Child
- Titre français : Piège en plein ciel
- Réalisation : Larry Shaw
- Scénario : John Nance et Ellen Weston
- Production : George W. Perkins
- Société de production : Columbia TriStar Television, Comsky Group, Mandalay Television
- Pays d'origine :  États-Unis
- Langue : Anglais
- Format :  Couleurs - 1,33:1 - son stéréo
- Durée : 180 minutes
- Genre : Suspense, catastrophe

## Distribution
- Vincent Spano : Scott Nash
- Lori Loughlin : Dr Linda McCoy
- Gail O'Grady : Vivian Henry
- Kevin Dillon : Jerry Carnel
- John Glover : Rogers Henry
- Jack Coleman : Dean Cooper
- Martin Sheen : le président des États Unis
- Ian Tracey : Peter Cooke
- Bob Morrisey : le directeur du FBI